# Jannès et Jambrès

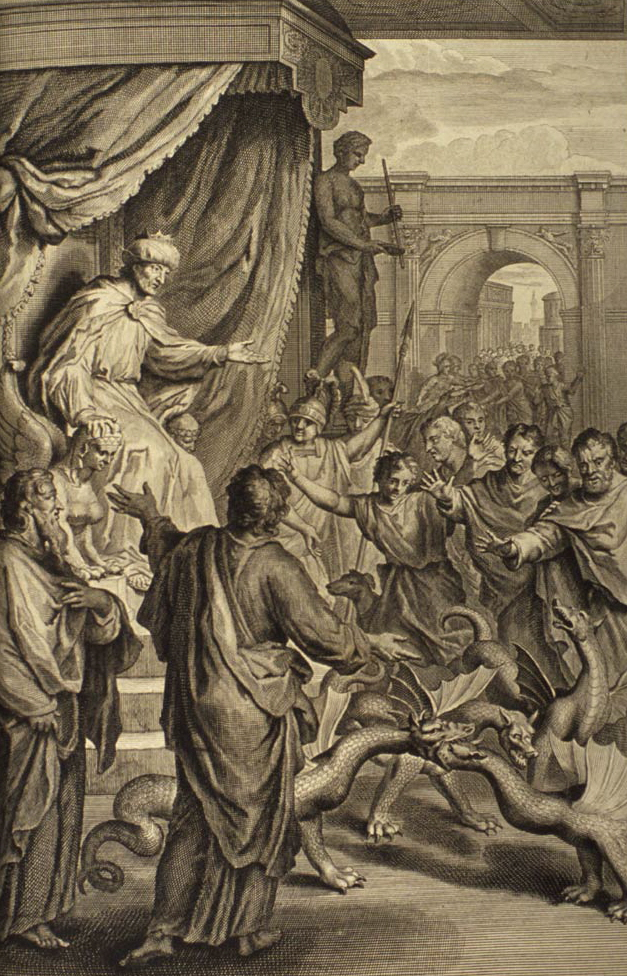
Illustration des bâtons d'Aaron et des magiciens se transformant en serpents.

Jannès et Jambrès (ou Mambrès) sont les noms donnés par la tradition aux « magiciens » ou « sorciers » de la cour de Pharaon qui s'opposèrent à Moïse et à Aaron venus exiger la libération des Hébreux et accomplissant des prodiges pour briser la résistance du souverain (Ex., § 7 sqq.). Le livre de l'Exode lui-même ne les nomme pas. On trouve les deux noms dans plusieurs textes du Talmud, et d'autre part dans la Deuxième épître à Timothée (3, 8: « De même que Jannès et Jambrès s'opposèrent à Moïse, de même ces hommes s'opposent à la vérité [...] »). Certains traités talmudiques (Sotah 11a, Sanh. 106a) font aussi d'eux les chefs des magiciens qui prédirent à Pharaon la naissance de Moïse, « destructeur du pays d'Égypte », incitant le souverain à ordonner aux sages-femmes de tuer tous les garçons nouveau-nés des Hébreux (Ex., 1, 16). D'autres textes affirment qu'ils se joignirent aux Hébreux au moment de leur sortie d'Égypte, ou en font les deux serviteurs de Balaam.
Origène (in Matth. 27, 9) et le décret De libris recipiendis et non recipiendis attribué au pape Gélase, mentionnent un livre apocryphe intitulé Pénitence de Jannès et de Jambrès, qui n'a pas été conservé. Chez les auteurs païens, Pline l'Ancien cite Moïse, Jannès et Jotape (ou Rotape) parmi les « magiciens juifs » (Hist. nat., 31, 11); Apulée mentionne Moïse et Jannès parmi les grands magiciens ayant existé (Apol., 90); Numénios d'Apamée (cité par Eusèbe de Césarée, Praep. évang., 9, 8), relate que « Jannès et Jambrès, les plus puissants magiciens d'Égypte, dissipèrent les plaies que Moïse avait suscitées sur l'Égypte ».
Un texte intitulé Apocryphe de Jannès et Jambrès les magiciens figure sur le papyrus Chester Beatty XVI; il est en grec et remonte peut-être au Ier siècle (édité avec une introduction et une traduction anglaise par Albert Pietersma, E. J. Brill, 1994).
• A. Pietersma, The Apocryphon of Jannes and Jambres the magicians: P. Chester Beatty XVI, E. J. Brill, 1994
• A. Pietersma, "Two More Fragments of the Vienna Jannes and Jambres", Bulletin of the American Society of Papyrologists 49 (2012), 21-29.